# Takami Keita
Takami Keita (sinh ngày 30 tháng 7 năm 1993) là một cầu thủ bóng đá người Nhật Bản.

## Sự nghiệp câu lạc bộ
Takami Keita hiện đang chơi cho Vanraure Hachinohe.